# 陳奕迅 (專輯)
《陳奕迅》是香港歌手陳奕迅於1996年8月16日發行的粵語專輯，專輯內共有10首歌曲。

## 專輯簡介
本專輯為陳奕迅奪得第14屆新秀歌唱大賽冠軍、加入華星唱片後推出的首張廣東專輯，收錄了廣受歡迎的歌曲《傷信》和第一首派台歌《時代曲》，而第一首錄音的歌曲則是《遊離份子》。
《遊離分子》
參加第14屆新秀歌唱大賽獲冠軍後，可以去日本三葉公司的歌唱比賽做表演嘉賓。這間公司的藝人都很有名，包括西村由紀江，就是《傷信》的原創人。日本公司就安排寫一首歌給他，然後日本音樂人蒲田博信和香港填詞人潘源良一起合作寫了一首歌，就是《遊離分子》。
《時代曲》
做專輯時公司問陳奕迅會不會寫歌，他之前都沒有寫過歌，心想反正是第一次，不如試試看，就跟製作人江港生一起創作。當時江港生在家中用吉他彈出一些和弦給陳奕迅聽，他邊聽就邊哼出那首歌出來。陳奕迅覺得可能因為在英國唸書時就聽過很多搖滾音樂，聽到那個和弦，就覺得有點像聽過的一些歌曲，然後就很隨意地寫出來，其實就是根據江港生那個和弦一起變出來的。後來公司就把這個點當宣傳點了，說陳奕迅會寫歌，在專輯的封面上有一個邊條文字說「在這個年代，再沒有這樣的一把聲音了」。

## 曲目
| 次序 | 歌名             | 作曲           | 填詞   | 編曲       | 監製           | 備註                                |
| ---- | ---------------- | -------------- | ------ | ---------- | -------------- | ----------------------------------- |
| 1.   | 時代曲           | 江港生、陳奕迅 | 黃偉文 | 楊雲驃     | 江港生         | 第一主打                            |
| 2.   | 傷信             | 西村由紀江     | 周禮茂 | 黃丹儀     | 周禮茂         | 第三主打 改編自西村由紀江的《手紙》 |
| 3.   | 遊離份子         | 浦田博信       | 潘源良 | 澤近泰輔   | 江港生         |                                     |
| 4.   | 我怕你不肯       | 黃尚偉         | 李敏   | 黃尚偉     | 黃尚偉         |                                     |
| 5.   | 有意無意         | 區新明         | 周禮茂 | 蘇德華     | 周禮茂         |                                     |
| 6.   | 安守本份         | 吳旭文         | 林夕   | 鍾興民     | 谷中仁、何俊傑 | 第二主打 國語版本為《一滴眼淚》     |
| 7.   | 愛情，幼稚！     | 李偉菘         | 林夕   | 黃丹儀     | 林夕           |                                     |
| 8.   | 從未痴心         | 何子明         | 羅士衡 | Ted Lo     | 林夕           |                                     |
| 9.   | 其實我記得       | 江港生         | 張美賢 | Terry Chan | 周禮茂         | 楊千嬅合唱                          |
| 10.  | 當心中有戀愛感覺 | 松本俊明       | 張美賢 | 江港生     | 谷中仁、何俊傑 | 改編自中西保志的《愛が見えたとき》  |